# Le Temps des cerises (court métrage)
Pour les articles homonymes, voir Le Temps des cerises (homonymie).
Le Temps des cerises est un court métrage français réalisé par Jean-Julien Chervier et sorti en 2005.

## Synopsis
Un homme et une femme de 75 ans vont ensemble à une manifestation. Elle n'a jamais participé à ce genre de lutte, contrairement à lui.

## Fiche technique
- Titre : Le Temps des cerises
- Réalisation : Jean-Julien Chervier
- Image : Jean-Jacques Bouhon
- Montage : Agnès Touzeau
- Durée : 15 minutes
- Dates de sortie : 
  - France : 3 février 2005 (télévision), 14 mai 2005 (Semaine de la critique du Festival de Cannes), 29 janvier 2006 (Festival international du court métrage de Clermont-Ferrand)
  - États-Unis 13 juin 2006

## Distribution
- Bernard Haller : Jacques
- Thérèse Roussel : la femme
- Dimitri Joannidès

## Distinctions
- Meilleure actrice pour Thérèse Roussel au Festival du court métrage de Grenoble[1]
- Prix spécial de la presse pour Jean-Julien Chervier
- Meilleur court métrage et meilleure actrice au Festival du film de Cabourg